# Thomas Hariot Trail
Le Thomas Hariot Trail – ou Thomas Hariot Nature Trail – est un sentier de randonnée américain situé dans le comté de Dare, en Caroline du Nord. Protégée au sein du Fort Raleigh National Historic Site, cette boucle de 0,3 mille nommée en l'honneur de Thomas Harriot parcourt une forêt côtière.